# Ivaste
Ivaste (Duits: Iwast) is een plaats in de Estlandse gemeente Kambja, provincie Tartumaa. De plaats heeft de status van dorp (Estisch: küla) en telt 49 inwoners (2021).
Bij Ivaste ligt de heuvel Kaldemägi, met 190 meter het hoogste punt van de provincie Tartumaa.

## Geschiedenis
Ivaste werd voor het eerst genoemd in 1627 onder de naam Iwasti Kuella, een nederzetting op het landgoed van Valgjärve. Later lag de plaats op het landgoed van Kammeri.
In 1977 werd het buurdorp Iduste bij Ivaste gevoegd.